# Rudenkoïta
La rudenkoïta és un mineral de la classe dels silicats. Rep el nom en honor de Sergey Alexandrovich Rudenko (1917-1992), professor de l'Institut Miner de Sant Petersburg.

## Característiques
La rudenkoïta és un silicat de fórmula química Sr₃(Al3.5Si3.5)O10(OH,O)₈Cl₂·H₂O. Va ser aprovada com a espècie vàlida per l'Associació Mineralògica Internacional l'any 2003, i la primera publicació data del 2004. Cristal·litza en el sistema monoclínic. La seva duresa a l'escala de Mohs és 1,5.
Segons la classificació de Nickel-Strunz, la rudenkoïta pertany a «09.HA - Silicats sense classificar, amb alcalins i elements terra-alcalins» juntament amb els següents minerals: ertixiïta, kenyaïta, wawayandaïta, magbasita, afanasyevaïta, igumnovita, foshallasita, nagelschmidtita, caryocroïta, juanita, tacharanita, oyelita, denisovita i tiettaïta.

## Formació i jaciments
Va ser descoberta al dipòsit de flogopita d'Emeldzhakskoe, a Aldan (Sakhà, Rússia). Es tracta de l'únic indret de tot el planeta on ha estat descrita aquesta espècie mineral.